# تورمود مولديستاد
تورمود مولديستاد هو لاعب كرة يد نرويجي. مثل منتخب النرويج لكرة اليد. بدأ تمثيل المنتخب في سنة 1998 ولعب معه 32 مباراة حتى سنة 2001. نافس في بطولة العالم لكرة اليد للرجال 2001.